# Luther (Fernsehserie)
Luther ist eine britische Krimiserie über den Detective John Luther, der eine außergewöhnliche Genialität bei der Lösung verschiedener Kriminalfälle an den Tag legt, jedoch für seine unkonventionelle Vorgehensweise berüchtigt ist. Für seine Darstellung der Titelfigur gewann Schauspieler Idris Elba einen Golden Globe Award.

## Handlung
Die Serie zeigt das Leben des begabten und scharfsinnigen Detective der Londoner Polizei, John Luther. Luther schiebt durch die Hingabe für seine Arbeit sein Privatleben so weit in den Hintergrund, dass seine Ehe daran zerbricht. Jeder einzelne Fall fesselt ihn immer wieder derart, dass er bereit ist, seine moralischen und sogar gesetzlichen Grenzen zu überschreiten, um den Fall zu lösen. Neben den Fällen ergeben sich aus den Folgen seiner grenznahen oder verstrickenden Ermittlungsmethoden parallele und überkreuzende Handlungsfäden, wenn etwa polizeiintern gegen ihn ermittelt wird.

## Figuren und Darsteller
- Idris Elba als Detective Chief Inspector John Luther

Detective Chief Inspector Luther arbeitet bei der Londoner Serious Crime Unit (SCU) und hat die besondere Gabe, auch bei komplizierten Verbrechen viele einzelne Beweise zu einem Gesamtbild zusammensetzen zu können. Aber so genial er einerseits ist, ist er andererseits so zwanghaft auf die Lösung seiner Fälle fixiert, dass er manchmal die Grenze zwischen Gut und Böse aus den Augen zu verlieren droht.
- Ruth Wilson als Alice Morgan

Alice besuchte im Alter von 13 Jahren bereits die University of Oxford und erhielt mit 18 Jahren einen Doktorgrad in Astrophysik. Mittlerweile arbeitet sie als Forschungsstipendiatin an der Londoner Universität. In der ersten Folge wird Alice als Mörderin ihrer Eltern eingeführt, deren Tat allerdings so durchdacht war, dass Luther keinerlei belastende Beweise gegen sie finden kann. Als Motiv für die Tat deutete sie an, ihre Eltern hätten sie wegen der Hochbegabtenförderung zu einem Freak gemacht. Alice erschießt in Episode 6 der 1. Staffel am Ende der Folge Ian Reed – als Strafe für Reeds Ermordung von Zoe Luther. Später wird sie in eine Nervenklinik eingeliefert, aus der sie aber wieder ausbricht und ins Ausland flüchtet.
- Steven Mackintosh als Detective Chief Inspector Ian Reed

Ian ist Johns treuster Freund. Die beiden verbindet eine lange gemeinsame Geschichte. Ian hält John immer den Rücken frei und hat ihm schon unzählige Male aus Schwierigkeiten geholfen. Wie für John steht auch für ihn die Arbeit an erster Stelle im Leben, und deshalb kann Ian nach seinen drei gescheiterten Ehen wie kein anderer verstehen, was John bei seiner Trennung von Zoe durchmachen muss. In Episode 5 der 1. Staffel entpuppt er sich als korrupt und erschießt Zoe Luther. Er wird am Ende der Episode 6 ebenfalls erschossen – von Alice Morgan.
- Indira Varma als Zoe Luther

Zoe lernte John in der Zeit kennen, als beide die gleiche Universität besuchten. Ihre Beziehung schien perfekt zu sein, bis Johns Arbeit ihn immer mehr vereinnahmte. Sie musste zusehen, wie er sich mehr und mehr verschloss. So verliebte sie sich in Mark North, einen Mann, der ihr das unbesorgte Leben bieten konnte, das sie in letzter Zeit so vermisst hatte. Zoe Luther wird in Episode 5 der 1. Staffel von Detective Chief Inspector Ian Reed erschossen.
- Saskia Reeves als Detective Superintendent Rose Teller

Rose ist eine gewissenhafte und ergebnisorientierte Ermittlerin und Luthers Vorgesetzte. Sie ist die Verbindungsfrau zwischen dem Führungsstab der Polizei und den Polizisten im Außendienst. Durch ihr Vertrauen in John konnte dieser nach seinem Zusammenbruch wieder zur SCU zurückkehren. Rose tritt nach der Auflösung und Neugründung der SCU (zwischen 1. und 2. Staffel) nicht mehr auf.
- Warren Brown als Detective Sergeant Justin Ripley

Justin ist ein eifriger und ambitionierter junger Detective. Er hat forensische Psychologie und Kriminologie studiert und kennt sich mit allen Lehrbuchtricks zur Lösung von Kriminalfällen der letzten 50 Jahre aus. Was ihm fehlt, ist die Erfahrung. Deshalb hat er laufend Anträge bei der SCU gestellt, der neue Partner von Luther sein zu dürfen, da er von dessen großer Erfahrung und seiner Gabe, auch schwierigste Fälle zu lösen, gehört hat. Zwar ist er sehr loyal, doch auch er hat seine eigenen Ansichten darüber, was falsch und was richtig ist. Er wird in der 3. Staffel von einem Serienmörder mit einer Schrotflinte erschossen, weil er sich weigert, ihn ziehen zu lassen.
- Paul McGann als Mark North

Mark ist Anwalt für Menschenrechte. Er ist ein attraktiver, charmanter und bescheidener Mann, der in Zoe verliebt ist. Er glaubt zu Recht, dass sie mit ihm ein viel glücklicheres Leben führen könnte als mit Luther. Er arbeitet für eine Nichtregierungsorganisation und ist wegen seiner lockeren Art trotz seiner Hingabe an den Job das totale Gegenteil von Luther. Mark und John freunden sich nach Zoes Tod an, und Mark hilft John beispielsweise, indem er Jenny zeitweise bei sich aufnimmt.
- Dermot Crowley als Detective Superintendent Martin Schenk

Schenk arbeitet für die Untersuchungskommission für polizeiliches Fehlverhalten. Obwohl er ganz bescheiden erscheint, wird er von vielen wegen seiner schnellen Auffassungsgabe gefürchtet. Durch seine Scharfsinnigkeit und seine Intuition ist er wie geschaffen dafür, korrupte und brutale Polizisten zu überführen. Nach der Auflösung und Neugründung der SCU (zwischen 1. und 2. Staffel) ist Schenk deren Chef und damit Johns Vorgesetzter.

## Produktion
Laut Produzent Neil Cross wurde der Charakter von Luther von Sherlock Holmes und Columbo beeinflusst: Luthers Intellekt und seine Art Fälle zu lösen, ist mit dem Charakter des Sherlock Holmes zu vergleichen, während der Aufbau der Serie, bei dem der Täter bereits am Anfang der Folge vorgestellt wird und der Zuschauer mitfiebert, wie dieser überführt wird, an Columbo angelehnt wurde (sogenannte Invertierte Detektivgeschichte).
Die Serie wird rund um London gedreht und von den BBC Drama Productions produziert. Neil Cross, der die Idee zur Serie hatte, verfasst sämtliche Drehbücher zu allen Folgen.

## Ausstrahlung
Die erste Episode wurde am 4. Mai 2010 auf dem britischen Sender BBC One ausgestrahlt. Das erste Staffelfinale wurde am 8. Juni 2010 ausgestrahlt.
Am 28. August 2010 gab der Sender eine zweite Staffel in Auftrag. Die vier einstündigen Episoden wurden ab dem 14. Juni 2011 ausgestrahlt. Ende August 2011 bestellte die BBC eine dritte Staffel. Aufgrund anderer Engagements von Idris Elba und Neil Cross musste die Produktion jedoch verschoben werden, so dass die Ausstrahlung erst ab dem 2. Juli 2013 erfolgte. Im November 2014 gab die BBC die Verlängerung um eine vierte Staffel bestehend aus 2 Episoden bekannt. Im Juni 2017 gab die BBC die Produktion einer fünften Staffel bekannt, welche 4 Episoden umfassen soll.
In Deutschland hat sich das ZDF im September 2010 die Rechte an der Serie gesichert, später aber an seine Digitalschwester ZDFneo abgegeben, bei dem die erste Staffel ab dem 5. September 2011 jeweils montags ausgestrahlt wurde. Aufgrund der guten Einschaltquoten zeigte das ZDF fünf Doppelfolgen ab dem 12. Februar 2012 im eigenen Sonntagabend-Programm.

## Synchronisation
Die Serie wurde bei der TaunusFilm Synchron in Berlin vertont. Jürgen Neu schrieb die Dialogbücher und führte die Dialogregie.
| Rolle                 | Schauspieler        | Synchronsprecher                                          |
| --------------------- | ------------------- | --------------------------------------------------------- |
| DCI John Luther       | Idris Elba          | Oliver Stritzel                                           |
| Alice Morgan          | Ruth Wilson         | Luise Helm                                                |
| DCI Ian Reed          | Steven Mackintosh   | Viktor Neumann                                            |
| Zoe Luther            | Indira Varma        | Victoria Sturm                                            |
| Mark North            | Paul McGann         | Peter Flechtner                                           |
| DSU Rose Teller       | Saskia Reeves       | Katrin Zimmermann                                         |
| DS Justin Ripley      | Warren Brown        | Leonhard Mahlich                                          |
| DSU Martin Schenk     | Dermot Crowley      | Frank-Otto Schenk (Staffel 1–4) Eberhard Haar (Staffel 5) |
| DS Erin Gray          | Nikki Amuka-Bird    | Ranja Bonalana                                            |
| Jenny Jones           | Aimee-Ffion Edwards | Anne Helm                                                 |
| Mary Day              | Sienna Guillory     | Katharina Spiering                                        |
| DS Emma Lane          | Rose Leslie         | Vera Teltz                                                |
| DS Benny Silver       | Michael Smiley      | Stefan Krause                                             |
| George Cornelius      | Patrick Malahide    | Bernd Rumpf (Staffel 4) Bodo Wolf (Staffel 5)             |
| DS Catherine Halliday | Wunmi Mosaku        | Maria Koschny                                             |
| Vivien Lake           | Hermione Norris     | Sabine Falkenberg                                         |

## Episodenliste

### Staffel 1
| Nr. (ges.) | Nr. (St.) | Deutscher Titel | Originaltitel | Erstausstrahlung UK | Deutschsprachige Erstausstrahlung (D) | Regie           | Zuschauer (UK) |
| --- | --------- | --------------- | ------------- | ------------------- | ------------------------------------- | --------------- | -------------- |
| 1 | 1         | Folge 1         | Episode 1     | 4. Mai 2010         | 5. Sep. 2011                          | Brian Kirk      | 6,54 Mio.      |
| Nach einem Nervenzusammenbruch kehrt Luther in den aktiven Dienst zurück und sieht sich mit einer Doppelmörderin konfrontiert, deren Motiv es zu ermitteln gilt.                                                        |           |                 |               |                     |                                       |                 |                |
| 2 | 2         | Folge 2         | Episode 2     | 11. Mai 2010        | 12. Sep. 2011                         | Brian Kirk      | 5,93 Mio.      |
| Luther ist hinter einem Scharfschützen her, der nur auf Polizisten schießt. |           |                 |               |                     |                                       |                 |                |
| 3 | 3         | Folge 3         | Episode 3     | 18. Mai 2010        | 19. Sep. 2011                         | Sam Miller      | 4,76 Mio.      |
| Luther muss einen Serienmörder finden, der Mütter entführt und ihnen Blut für satanische Zwecke entnimmt. |           |                 |               |                     |                                       |                 |                |
| 4 | 4         | Folge 4         | Episode 4     | 25. Mai 2010        | 26. Sep. 2011                         | Sam Miller      | 4,71 Mio.      |
| Luther kümmert sich um einen geistesgestörten Frauenmörder. |           |                 |               |                     |                                       |                 |                |
| 5 | 5         | Folge 5         | Episode 5     | 1. Juni 2010        | 3. Okt. 2011                          | Stefan Schwartz | 3,80 Mio.      |
| Ein reiches Paar wird beraubt und die Frau als Geisel genommen. Es stellt sich heraus, dass Luthers Kollege Ian Reed korrupt ist.                                                                                       |           |                 |               |                     |                                       |                 |                |
| 6 | 6         | Folge 6         | Episode 6     | 8. Juni 2010        | 10. Okt. 2011                         | Stefan Schwartz | 4,34 Mio.      |
| Luther wird der Mord an Zoe zur Last gelegt und er macht sich daran, seine Unschuld zu beweisen, während er auf der Flucht vor der Polizei ist. Er will mit Hilfe von Alice und Mark Ian Reed zur Verantwortung ziehen. |           |                 |               |                     |                                       |                 |                |

### Staffel 2
| Nr. (ges.) | Nr. (St.) | Deutscher Titel | Originaltitel | Erstausstrahlung UK | Deutschsprachige Erstausstrahlung (D) | Regie      | Zuschauer (UK) |
| --- | --------- | --------------- | ------------- | ------------------- | ------------------------------------- | ---------- | -------------- |
| 7 | 1         | Folge 1         | Episode 1     | 14. Juni 2011       | 4. März 2012                          | Sam Miller | 5,60 Mio.      |
| John Luther kehrt in den Polizeidienst zurück und jagt einen maskierten Serienmörder. Zusätzlich versucht er ein junges Mädchen vor der Mitwirkung an Gewaltpornos zu bewahren und besucht Alice Morgan in einer geschlossenen Anstalt. |           |                 |               |                     |                                       |            |                |
| 8 | 2         | Folge 2         | Episode 2     | 21. Juni 2011       | 4. März 2012                          | Sam Miller | 6,11 Mio.      |
| Luthers Kollege DS Justin Ripley wurde vom maskierten Mörder entführt, der außerdem ein noch schwerwiegenderes Verbrechen plant. Luther selber bekommt durch die Rettung der jungen Prostituierten Probleme mit einem Pornoring. Alice Morgan entkommt mit Hilfe Luthers aus der Anstalt.                                                                                  |           |                 |               |                     |                                       |            |                |
| 9 | 3         | Folge 3         | Episode 3     | 28. Juni 2011       | 11. März 2012                         | Sam Miller | 6,36 Mio.      |
| In London werden scheinbar wahllos brutale Morde durch einen Täter verübt. Luther und sein Team versuchen den Serienmörder zu fassen. Währenddessen bleibt die Prostituierte Jenny alleine bei John Luther zu Hause zurück. |           |                 |               |                     |                                       |            |                |
| 10 | 4         | Folge 4         | Episode 4     | 5. Juli 2011        | 11. März 2012                         | Sam Miller | 6,77 Mio.      |
| Es stellt sich heraus, dass der gefasste Massenmörder einen Zwillingsbruder hat, der in einer Art Wettbewerb mit seinem Bruder die brutale Mordserie mit gleichen Mitteln fortsetzt. Während Luther weiterhin nach einem Weg sucht, Jenny vor dem Verbrecherring zu beschützen, muss er Kopf und Kragen riskieren, um den Serienmörder mit den eigenen Waffen zu schlagen. |           |                 |               |                     |                                       |            |                |

### Staffel 3
| Nr. (ges.) | Nr. (St.) | Deutscher Titel | Originaltitel | Erstausstrahlung UK | Deutschsprachige Erstausstrahlung (D) | Regie            | Zuschauer (UK) |
| --- | --------- | --------------- | ------------- | ------------------- | ------------------------------------- | ---------------- | -------------- |
| 11 | 1         | Folge 1         | Episode 1     | 2. Juli 2013        | 17. März 2014                         | Sam Miller       | 6,43 Mio.      |
| Luther untersucht zwei grauenhafte Mordfälle. Dabei ist ihm nicht bewusst, dass jeder seiner Schritte genauestens beobachtet wird.            |           |                 |               |                     |                                       |                  |                |
| 12 | 2         | Folge 2         | Episode 2     | 9. Juli 2013        | 24. März 2014                         | Sam Miller       | 5,95 Mio.      |
| In der Hoffnung, den nächsten Schritt des Mörders vorhersehen zu können, versucht Luther, eine Reihe ungeklärter Mordfälle zu lösen.          |           |                 |               |                     |                                       |                  |                |
| 13 | 3         | Folge 3         | Episode 3     | 16. Juli 2013       | 31. März 2014                         | Farren Blackburn | 5,57 Mio.      |
| Der Mordfeldzug eines selbst ernannten Rächers zwingt Luther, seine eigenen Dämonen zu bezwingen.                                             |           |                 |               |                     |                                       |                  |                |
| 14 | 4         | Folge 4         | Episode 4     | 23. Juli 2013       | 7. Apr. 2014                          | Farren Blackburn | 5,96 Mio.      |
| Luther muss außerhalb der Grenzen des Gesetzes handeln, um einen von Selbstjustiz besessenen Mörder daran zu hindern, zum Märtyrer zu werden. |           |                 |               |                     |                                       |                  |                |

### Staffel 4
| Nr. (ges.) | Nr. (St.) | Deutscher Titel | Originaltitel | Erstausstrahlung UK | Deutschsprachige Erstausstrahlung (D) | Regie      | Zuschauer (UK) |
| --- | --------- | --------------- | ------------- | ------------------- | ------------------------------------- | ---------- | -------------- |
| 15 | 1         | Folge 1         | Episode 1     | 15. Dez. 2015       | 1. Juli 2016                          | Sam Miller | 8,19 Mio.      |
| Luther wird durch die Nachricht vom Tod von Alice letztlich motiviert, den Dienst wieder aufzunehmen. Er wendet auf der Suche nach ihr wieder ungewöhnliche Methoden an. |           |                 |               |                     |                                       |            |                |
| 16 | 2         | Folge 2         | Episode 2     | 22. Dez. 2015       | 1. Juli 2016                          | Sam Miller | 7,64 Mio.      |
| Alice bleibt verschwunden, aber Luther glaubt nach wie vor, dass sie überlebt hat und nicht ertrunken ist. Den Serienkiller der Staffel erschießt seine Kollegin im letzten Augenblick mit einer Waffe aus Luthers Handschuhfach, die er seinen Kopfgeldjägern abnehmen konnte und dort deponiert hatte. |           |                 |               |                     |                                       |            |                |

### Staffel 5
| Nr. (ges.) | Nr. (St.) | Deutscher Titel | Originaltitel | Erstausstrahlung UK | Deutschsprachige Erstausstrahlung (D) | Regie       | Zuschauer (UK) |
| --- | --------- | --------------- | ------------- | ------------------- | ------------------------------------- | ----------- | -------------- |
| 17 | 1         | Folge 1         | Episode 1     | 1. Jan. 2019        | 26. Nov. 2020                         | Jamie Payne | 10,36 Mio.     |
| Zunächst wird Luther auf die Fährte eines neuen psychopathischen Serienkillers gesetzt. Alte Probleme mit George Cornelius verfolgen ihn weiter. |           |                 |               |                     |                                       |             |                |
| 18 | 2         | Folge 2         | Episode 2     | 2. Jan. 2019        | 26. Nov. 2020                         | Jamie Payne | 9,39 Mio.      |
| Alice taucht wieder auf, weil sie sich an George wegen der gestohlenen Diamanten rächen will, indem sie seinen Sohn entführt. Das bringt Luther in Gefahr, gleichzeitig muss er den Killer jagen. |           |                 |               |                     |                                       |             |                |
| 19 | 3         | Folge 3         | Episode 3     | 3. Jan. 2019        | 26. Nov. 2020                         | Jamie Payne | 9,18 Mio.      |
| Alice tötet Georges Sohn, sodass der ganze aufgebaute Konflikt zu seinem Höhepunkt und Ende kommt. Der Serienkiller und seine Helferin sind identifiziert und nebenbei muss Luther auch das aufklären. Allerdings hat Luther seit Beginn der Staffel die fähige DS Halliday an seiner Seite, die den Fall und seine Lösung vorantreibt. |           |                 |               |                     |                                       |             |                |
| 20 | 4         | Folge 4         | Episode 4     | 4. Jan. 2019        | 26. Nov. 2020                         | Jamie Payne | 8,87 Mio.      |
| Im großen Showdown gibt es vor allem auf Seiten der Polizei noch einige Verluste zu beklagen, die teils von durch George angeheuerten Killern verursacht werden, teils ziemlich unvermittelt von Alice. Durch die vielen Verstrickungen, in die Luther im Laufe der Zeit geraten ist und die immer so und so interpretiert werden können, dürfte seine Laufbahn nun endgültig am Ende sein. Und das, obwohl er so intuitiv und brillant immer die richtige Ermittlungsidee hatte. |           |                 |               |                     |                                       |             |                |

## DVD-Veröffentlichung
Großbritannien
- Staffel 1 erschien am 21. Juni 2010.[12]
- Staffel 2 erschien am 11. Juli 2011.[13]
- Staffel 3 erschien am 29. Juli 2013.[14]
- Staffel 4 erschien am 4. Januar 2016.
- Staffel 5 erschien am 28. Januar 2019.

Deutschland
- Staffel 1 erschien am 27. Februar 2012.[15]
- Staffel 2 erschien am 30. März 2012.[16]
- Staffel 3 erschien am 28. November 2014.[17]
- Staffel 4 erschien am 28. Oktober 2016.[18]
- Staffel 5 erschien am 8. Mai 2020.[19]

Vereinigte Staaten
- Staffel 1 erschien am 23. November 2010.[20]
- Staffel 2 erschien am 25. Oktober 2011.[21]
- Staffel 3 erschien am 10. September 2013.[22]

## Fortsetzung
Die Serie wird mit dem Film Luther: The Fallen Sun fortgesetzt. Für diesen schrieb Cross das Drehbuch, während Jamie Payne Regie führte. Elba schlüpft auch im Film in die Rolle des Londoner Detective Chief Inspector John Luther. Luther: The Fallen Sun ist am 24. Februar 2023 in ausgewählte Kinos gekommen und am 10. März 2023 in das Programm von Netflix aufgenommen worden.

## Auszeichnungen
- 2011: Seoul International Drama Awards – Beste Miniserie[23]